# Целонітес абревіатус кримський
Целонітес абревіатус кримський (Celonites abbreviatus tauricus) — підвид комах з родини Vespidae.

## Морфологічні ознаки
Від інших Vespidae відрізняється булавоподібними антенами. Чорний з блідо-жовтим малюнком, тегули і ноги оранжеві. Довжина тіла — 7–9 мм.

## Поширення
Єдиний представник тропічної підродини Masarinae в фауні України. Ареал виду включає Південну Європу, Кіпр, Туреччину, Ізраїль, Марокко. Кримський підвид — ендемік Криму (тут пролягає північно-східна межа ареалу виду).

## Особливості біології
Мешкає в степових ценозах, фриганах та рідколіссях південного берега Криму. Хортобіонт. На рік дає 1 генерацію. Літає з середини червня до середини липня. Імаго і личинки живляться пилком і нектаром самосила гайового, рідше — самосила білоповстистого. Самиці споруджують гнізда із циліндричних земляних комірок, прикріплених до поверхні каменів. Після відкладання яйця оса заготовляє хлібець, що складається з пилка й нектару. Зимує передлялечка.

## Загрози та охорона
Загрози: підвищене рекреаційне навантаження, забруднення місцеперебувань побутовим сміттям. Необхідне надання заповідного статусу всім територіям, де було виявлено вид.